# برج دختر
[[]]
برج دختر استانبول (به ترکی استانبولی: Kız Kulesi)، برجی است که دربارهٔ آن روایت‌ها و افسانه‌های زیادی گفته شده و در قسمت سالاجاک (Salacak) تنگه استانبول واقع در دریای مرمره بر روی جزیره‌ای کوچک قرار گرفته است.
این برج که به شکل نمادی از منطقه اسکدار (Üsküdar) درآمده تنها اثر باقی مانده از دوره بیزانس در منطقه اسکدار است. قدمت این برج به سال ۲۴ قبل از میلاد می‌رسد و بر روی جزیره‌ای کوچکی واقع در جایی که آب‌های دریای سیاه به دریای مرمره می‌رسد بنا شده است.
بعضی از مورخان و تاریخ‌شناسان اروپایی به آن برج لئاندر (Leander) می‌گویند. روایت‌ها و افسانه‌های بسیاری دربارهٔ برج دختر وجود دارد.

## تاریخچه
اولیا چلبی جهانگرد معروف دربارهٔ آن می‌گوید:
” برجی است داخل دریا به فاصله پرتاب یک تیر از خشکی، چهارگوش که به‌طور ماهرانه‌ای ساخته شده. بلندای آن دقیقاً ۸۰ اَرَش (ذرع) است. مساحت سطح آن ۲۰۰ قدم است. در دو طرف آن در وجود دارد. “
زیر ساخت و قسمت اعظمی از زیرزمین برج امروزی، در زمان پادشاهی " محمد دوم " ملقب به " محمد فاتح " ساخته شده است.
روی برج بر روی لوحه‌ای مرمرین توسط خطاط سلطان محمد دوم طغرایی با تاریخ ۱۸۳۲ نوشته شده است.
ضلع دیگر برج که به سمت امین اونو (Eminönü) است کمی پهن‌تر و یک مخزن آب در آن قرار دارد.
این جزیره ابتدا در زمان یونانی‌ها به عنوان قبرستان استفاده می‌شد، بعدها در زمان بیزانس‌ها بنای دیگری در جزیره بنا شد که به عنوان ایستگاه گمرک مورد استفاده قرار می‌گرفت. در زمان عثمانی‌ها برج برای مقاصد مختلف از جمله جایگاه نمایش و سخنرانی، برج دفاعی، محل تبعید، مرکز قرنطینه و موارد دیگر مورد استفاده قرار گرفت اما در این میان هیچگاه کاربرد اصلی خود را به عنوان نجات دهنده و راهنمای کشتی‌ها در شب به عنوان یک فانوس دریایی از دست نداد.

## بازسازی
این برج زیبا در سال ۲۰۰۰ بازسازی و هم‌اکنون به شکل رستوران درآمده است. از اورتاکوی (Ortaköy) و سالاجاک (Salacak) از طریق قایق‌های کوچک می‌توانید به برج دختر (Kız Kulesi) دسترسی داشته باشید.
برج دختر (Kız Kulesi) که دارای قدمت زیادی است روزگاری برای گرفتن مالیات از کشتی‌های در حال عبور ساخته شده و زنجیری بزرگ از برج تا قسمت اروپایی کشیده شد تا قایق‌ها و کشتی‌ها از قسمت آناتولی (Anadolu Yakası) عبور کنند بعد از مدتی برج زیر بار زنجیر تاب نیاورد و به سمت قسمت اروپایی فرو ریخت. حتی امروز هم اگر از بالای برج به داخل دریا نگاه کنید به راحتی آوار باقی مانده از آن قابل مشاهده است.
در دوران باستان به نام‌های Arkla به معنای برج کوچک و Damialis به معنای گوساله و بعدها به نام "Tour de Leandros" به معنای برج لئاندروس معروف بود اما امروزه با نام برج دختر (Kız Kulesi) معروف است و همه آن را به این نام می‌شناسند.